# トッリーレ
トッリーレ（伊: Torrile）は、イタリア共和国エミリア＝ロマーニャ州パルマ県にある、人口約7,800人の基礎自治体（コムーネ）。

## 地理

### 位置・広がり

#### 隣接コムーネ
隣接するコムーネは以下の通り。
- コロルノ
- ソルボロ・メッツァーニ (メッツァーニ)
- パルマ
- シッサ・トレカザーリ

### 気候分類・地震分類
トッリーレにおけるイタリアの気候分類 (it) および度日は、zona E, 2469 GGである。
また、イタリアの地震リスク階級 (it) では、zona 3 (sismicità bassa) に分類される。

## 行政

### 分離集落
トッリーレには、以下の分離集落（フラツィオーネ）がある。
- Bezze, Borgazzo-Ca' Scipioni, Gainago Ariana, Pizzolese, Quartiere Minari, Rivarolo, San Polo (sede comunale), San Siro, Sant'Andrea, Torrile, Vicomero